# Lousadela (Sarria)
Lousadela (llamada oficialmente Santo Estevo de Lousadela) es una parroquia y una aldea española del municipio de Sarria, en la provincia de Lugo, Galicia.

## Otras denominaciones
La parroquia también es conocida por los nombres de San Estebo de Lousadela y San Estevo de Lousadela.

## Organización territorial
La parroquia está formada por cuatro entidades de población:
- Lousadela
- Redondelo
- San Estebo (Santo Estevo)
- Tosal

## Demografía

### Parroquia
| Gráfica de evolución demográfica de Lousadela (parroquia) entre 2000 y 2021 |
|                                                                             |
| Datos según el nomenclátor publicado por el INE.                            |

### Aldea
| Gráfica de evolución demográfica de Lousadela (aldea) entre 2000 y 2021 |
|                                                                         |
| Datos según el nomenclátor publicado por el INE.                        |